# Giovanni Mauro (politico)
Giovanni Mauro (Ragusa, 22 giugno 1962) è un politico italiano.

## Biografia

### Attività politica
Aderisce alla nascente Forza Italia e nel giugno 1994 è eletto presidente della provincia di Ragusa con una coalizione di centro-destra. È rieletto presidente nel 1998 al primo turno con il 56,6% dei voti.

#### Elezione a deputato (2001)
Alle elezioni politiche del 2001 viene eletto alla Camera dei Deputati, nel collegio uninominale di Ragusa (circoscrizione Sicilia 2), sostenuto dalla Casa delle Libertà (in quota FI).

#### Elezione a senatore (2006, 2013)
Alle elezioni politiche del 2006 è invece eletto al Senato della Repubblica, in regione Sicilia, nelle liste di Forza Italia. Non è ricandidato alle elezioni politiche del 2008.
Dopo essere confluito nel Popolo della Libertà, nel 2011 abbandona il PdL per aderire a Grande Sud di Gianfranco Micciché.
Durante il governo Monti è stato Consigliere giuridico del Dipartimento economico della Presidenza del Consiglio dei ministri sino al 15 marzo 2013.
Grazie ad un accordo tra Grande Sud e PdL, alle elezioni politiche del 2013 viene eletto al Senato della Repubblica, in virtù della candidatura nelle liste del Popolo della Libertà in regione Campania.
Al Senato della Repubblica si iscrive al gruppo parlamentare di centro-destra Grandi Autonomie e Libertà, di cui diviene segretario.
Il 23 novembre 2013, contestualmente allo scioglimento di Grande Sud, confluisce assieme allo stesso partito nella rinata Forza Italia, pur rimanendo per motivi tecnici all'interno del gruppo parlamentare Grandi Autonomie e Libertà.
Il 29 marzo 2017 viene eletto segretario del Senato della Repubblica in rappresentanza del gruppo GAL.
Alle elezioni regionali Siciliane del 5 novembre 2017 si candida all'ARS, come capolista di Forza Italia in provincia di Ragusa.
Nel 2018 è candidato alla Camera con Forza Italia, ma non viene rieletto in Parlamento.

## Procedimenti giudiziari

### Diffamazione
Mauro è stato condannato in primo grado per diffamazione per l'uso, tra l'altro, dell'espressione polemica "compagni di merende" riferita ai suoi avversari. Assolto dal Tribunale di Reggio Calabria in sede di revisione, ha ottenuto conferma della sentenza assolutoria dalla Corte Suprema di Cassazione in data 29 ottobre 2009.

### Truffa
L'8 giugno 2001 Mauro viene condannato dal giudice unico di Ragusa ad 1 anno e 2 mesi di reclusione per essersi raddoppiato l'indennità di carica quale presidente della provincia di Ragusa negli anni 1995-1998. Successivamente la Corte d'Appello di Catania Assolveva con formula piena "perché il fatto non sussiste".

### Associazione per delinquere finalizzata alla corruzione
Nel 1998 viene posto agli arresti domiciliari con l'accusa di associazione per delinquere finalizzata alla corruzione. Il 22 luglio 2003, Mauro viene condannato in primo grado a 4 anni e 6 mesi, nonché all'interdizione per 5 anni dai pubblici uffici. Successivamente è stato assolto con formula piena" perché il fatto non sussiste" dalla Corte d'Appello di Catania. Sentenza non appellata dalla Procura e pertanto divenuta definitiva in data 27/11/2007.